# Bocksfeige
Die Bocksfeige, auch Capri-, Holz- oder Ziegenfeige genannt, ist weder eine eigene biologische  Art der Feigen noch eine Wildform der essbaren Echten Feige (Ficus carica), sondern ein Typ der Hausfeige, der nur männliche sowie kurzgriffelige und damit unfruchtbare weibliche Blüten, sogenannte Gallenblüten, enthält. Lediglich die Bocksfeigensorte White Marseille bildet ohne Befruchtung durch die Feigengallwespe essbare Früchte aus. Die Echte Feige zeichnet sich durch eine sehr komplizierte Vermehrungsbiologie aus, siehe hierzu Blütenstand und Blüten der Echten Feige.